# سده‌نامه دبیرستان البرز

روي جلد سده نامه البرز

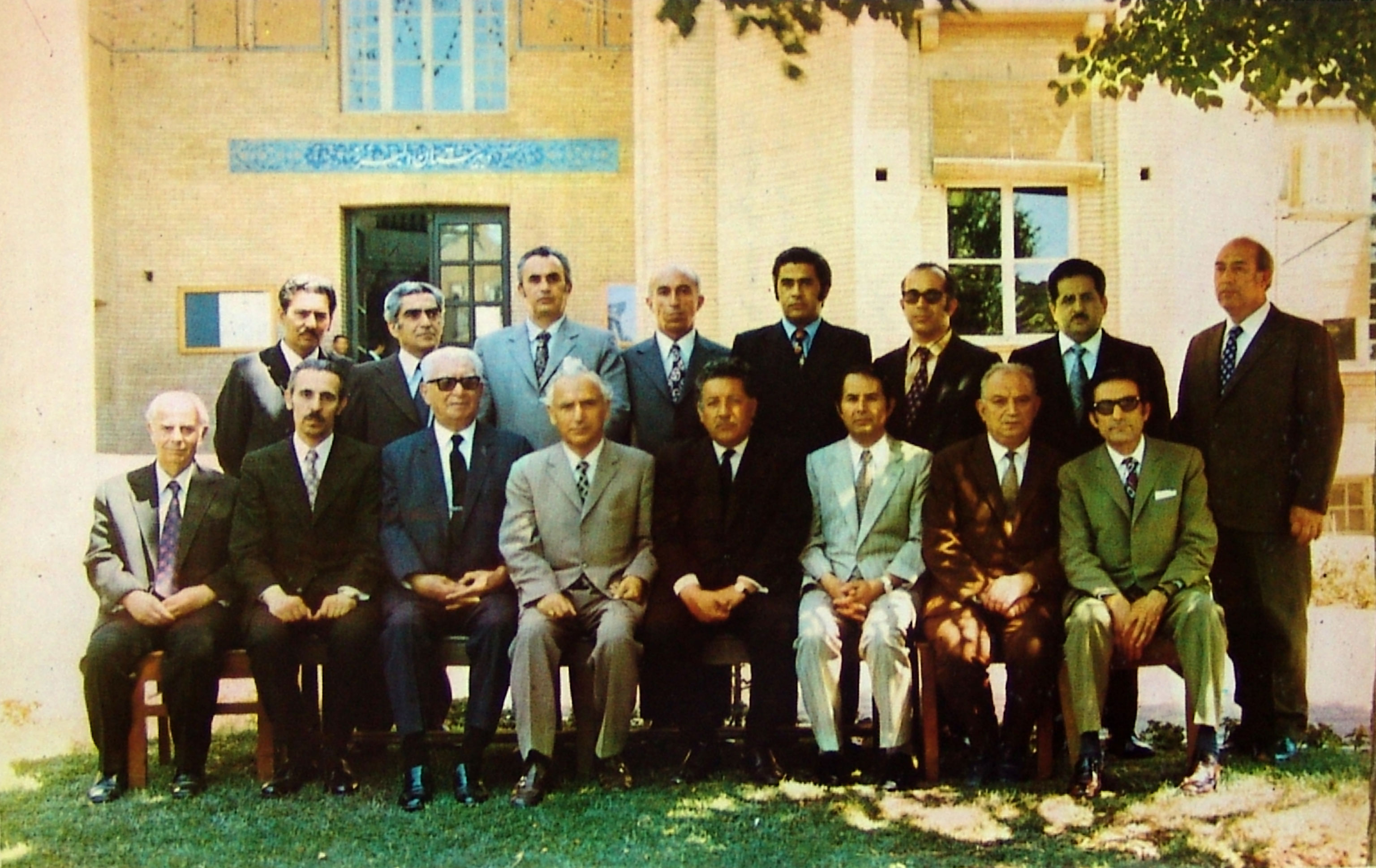
رئیس و کارکنان اداری دبیرستان البرز

سده‌نامه دبیرستان البرز نام کتابی است که دربارهٔ دبیرستان البرز توسط انتشارات اقبال در سال ۱۳۵۴ ه.ش به چاپ رسیده است.    این مجموعه توسط آقای منوچهر آدمیت تهیه گردیده است و در آن سوابق دبیرستان، از بدو تأسیس تا زمان چاپ مورد بررسی قرار گرفته‌است. 
مقدمه کتاب به قلم آقای محمد علی مجتهدی، رئیس توانمند دبیرستان نوشته شده‌است، که در آن با فروتنی نوشته است: «مدیر یا رئیس مؤسسه آموزشی اگر دارای معلمین فداکار و وظیفه شناس و باوجدان باشد خود بیکاره‌ای بیش نیست.»
نام‌ها و عکس‌های بسیار از مدیران، معلمان، کارکنان دبیرستان و همچنین قسمت‌های مختلف دبیرستان در این کتاب آمده است و دربارهٔ آن‌ها توضیحاتی داده شده‌است. نام‌های برخی از استادان دانشگاهی که از دبیرستان البرز فارغ التحصیل شده بودند و همچنین نام‌های فارغ التحصیلان از سال تحصیلی ۱۳۱۹ تا سال ۱۳۵۴، در پایان کتاب آمده است. این کتاب منبع بسیار خوبی برای شناخت فضای فرهنگی این دبیرستان و تغییرات آن در طی زمان است.

## برخی از سرفصلهای این کتاب
- یک قرن ( ۱۳۰۱-۱۳۵۲)
- البرز در اختیار ایرانیان
- ۴۲ سال ریاست دکتر جردن
- استاد دکتر محمدعلی مجتهدی
- نظامت دبیرستان
- سازمان اداری دبیرستان
- شبانه روزی دبیرستان البرز
- آزمایشگاه‌ها
- نگاهی گذرا به وزاری معارف ایران